# 景华新村
景華新村是上海市的一座歷史建築，位於巨鹿路820號（當時名為巨籟達路），修建於1938年。景華新村的設計者是勃蘭特羅杰斯公司，其所在地曾是私人園林周家花園的一部分。該建築被列入上海市第二批優秀歷史建築名單。